# Chiquinho (jogador de futsal)
Francisco Carlos Novaes (nascido em 23 de novembro de 1965), mais conhecido como Chiquinho, é um ex-jogador brasileiro de futsal, que atuava na posição de ala. Ele fez parte da Seleção Brasileira de Futsal que conquistou o segundo título mundial em 1992.